# ハイランダー (アニメ)
『ハイランダー』（Highlander: The Search for Vengeance）は、製作：IMAGI ANIMATION STUDIOS LIMITED、アニメーション制作：マッドハウス、監督：川尻善昭、脚本：デイヴィッド・アブラモウィッツによるアクション・SFアニメ映画。アメリカで"Highlander: The Search for Vengeance"の題により2007年6月5日にDVDがリリースされ、7月30日にSci-Fi Channelでテレビ放送が行われた。
日本ではディレクターズ・カット版として、ゴー・シネマより2008年7月5日に「HIGHLANDER ハイランダー 〜ディレクターズカット版〜」の題で劇場公開された。

## ストーリー
近未来。マンハッタン島は荒れ果てていた。
ケルト族のコリン・マクラウドは、ローマの軍人マルカスによって恋人のモーヤを殺され、首を切り落とされぬ限り生き続けるハイランダーとしてよみがえり、かたき討ちの時をうかがっていた。
同じころ、地元住民の一人であるダリアは、少年ジョーとともに、不死身の存在となったマルカス率いるシティ軍から新型ウイルスに対抗しうるワクチン奪取計画を実行に移そうとしていた。
出会った3人は、マルカスを倒すべくシティ軍への本拠地へと向かった。

## キャスト
- コリン・マクラウド：小栗旬/アリステア・アベル
- マルカス・オクタビウス：山寺宏一/ザカリー・サミュエルズ
- ダリア：朴璐美/イード・ラキス
- ジョー：高山みなみ/ハンク・バンクス
- 伽羅：林原めぐみ/ジャニス・ジョード
- アメルガン：富田耕生/スコット・マクニール
- ルディ：屋良有作/ジム・バーンズ
- ドク：石塚運昇/ジム・バーンズ
- モーヤ：日野由利加/キャサリン・バー
- デボラ：小林沙苗/エマ・フェアリー

## スタッフ
- 原作：ハイランダー 悪魔の戦士
- 監督：川尻善昭
- 原案：グレゴリー・ワイデン
- 脚本：デイヴィッド・アブラモウィッツ
- 絵コンテ：川尻善昭、浜崎博嗣
- 演出：浜崎博嗣
- 副監督：遠藤卓司
- キャラクターデザイン・総作画監督：阿部恒
- 作画監督：田﨑聡
- メカ作画監督：小曽根正美
- 色彩設計：三笠修
- 美術監督：池田祐二
- 音響監督：三間雅文
- アニメーションプロデューサー：齋藤優一郎
- 製作：IMAGI ANIMATION STUDIOS LIMITED
- アニメーション制作：マッドハウス